# Обыкновенный тонкоголовый муравей

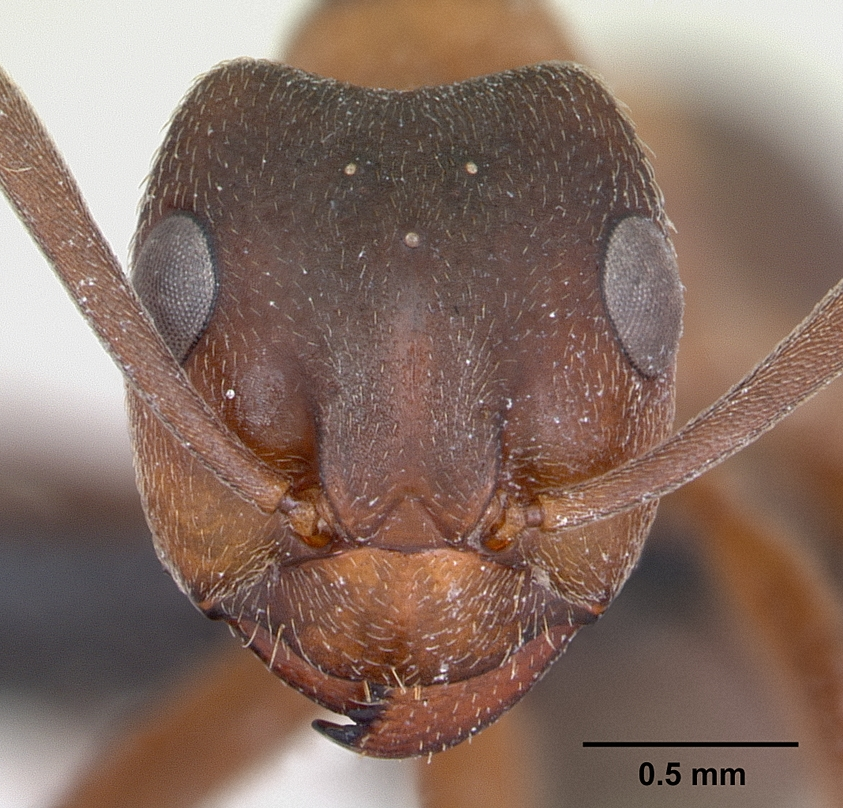
Голова рабочего спереди

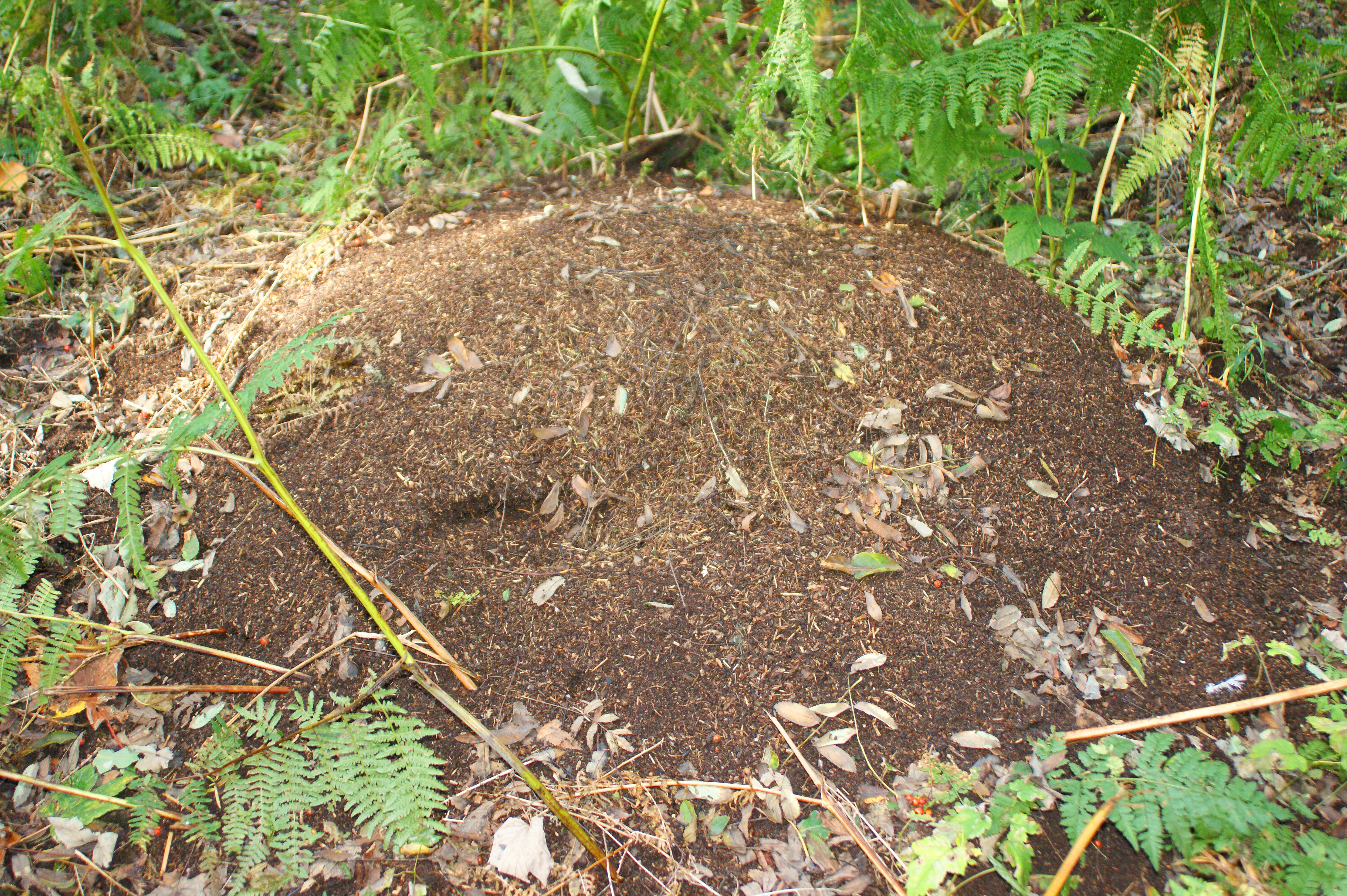
Муравейник Formica exsecta

Обыкновенный тонкоголовый муравей, или тонкоголовый муравей (лат. Formica exsecta), — вид средних по размеру муравьёв подрода Coptoformica рода формика (Formica) из подсемейства Formicinae. Палеарктика. Характерен для лесных полян, просек и лесостепей. Активный хищник, энтомофаг, строит небольшие муравейники из мелких растительных остатков, иногда образуя суперколонии из сотен гнёзд. Включён в Красную книгу Челябинской области.

## Распространение
Европа, Закавказье, Северная Азия (южная Сибирь, Монголия, Дальний Восток). Характерен для степной и лесостепной зон. В лесной зоне встречается на полянах, просеках и вырубках.

## Описание

### Морфология
Длина самок около 1 см, рабочие в 1,5—2 раза мельче (3,5—5,5 мм). Тело рабочих и самок двухцветное: грудка от красной до коричневой окраски, голова и брюшко буроватые. Крылатые самцы полностью буровато-чёрные. Задняя часть головы с глубокой вырезкой на затылке, а в нижней части с полуотстоящими волосками. Глаза рабочих с короткими отстоящими волосками. Наличник в профиль выпуклый. Лобная площадка матовая. Максиллярные щупики у самок, рабочих и самцов состоят из 6 члеников, а лабиальные — из 4. Места прикрепления усиков находятся у заднего края наличника. Усики 12-члениковые у самок и рабочих и 13-члениковые у самцов. Заднегрудка без шипиков или зубцов, её покатая поверхность примерно равна верхней. Средние и задние ноги с одной парой прямых шпор. Стебелёк между грудью и брюшком состоит из одного членика петиоля с вертикальной чешуйкой.
В некоторых европейских популяциях (например, в южной Финляндии и в Альпах Швейцарии) обнаружен полиморфизм самцов. В гнёздах встречаются различные размерные классы: микранеры (длина груди в среднем около 2,4 мм) и макранеры (2,9 мм) мужской касты (как отдельно, так и вместе в одной колонии). Мелкие самцы (микранеры) появляются позже, имеют дневную активность и расселяются на большее расстояние, чем крупные самцы (макранеры). Кроме того, микранеры более характерны для полидомных колоний, а макранеры чаще обнаруживаются в монодомных популяциях.
Цветовые паттерны муравья Formica exsecta могут служить маркером адаптивных стратегий в гетерогенных средах. При изучении вариации окраски у двух популяций F. exsecta в центральных и северо-западных районах европейской части России выявлено 23 варианта цветовых схем головы и трёх сегментов груди. Обнаружено, что окраска различных частей тела в значительной степени варьирует независимо друг от друга, хотя бледная (менее меланизированная) голова и три грудных сегмента часто сочетаются с более светлыми другими частями тела. Взаимосвязь между цветовым рисунком и размерами тела значительно различается у разных комплексов, что говорит о пространственно-временной фенотипической дифференциации популяций и приспособления муравьёв к микросредам обитания.

### Биология
Активный хищник, энтомофаг. Муравейники, построенные из мелких растительных остатков, мельче, чем у рыжих лесных муравьёв, по высоте менее 50 см. Молодые самки основывают новые семьи паразитическим способом, проникая в гнёзда бурых лесных муравьёв (Formica fusca) и других видах подрода Serviformica. Крупные семьи включают до ста тысяч рабочих муравьёв и одну или несколько маток (колонии моногинные или полигинные). Брачный лёт крылатых половых особей отмечается с июля до сентября. В наземной части муравейника выделяют три-четыре слоя, которые различаются по составу и соотношению почвы и растительных фрагментов (как собираемых, так и вырезаемых): временный слой, корковый слой, собственно купол и промежуточный слой.
Образуют крупные полидомные суперколониальные системы. Крупные полидомные колонии обнаружены в Альпах (в Швейцарии), Центральной Европе, и в европейской части России и включают сотни гнёзд. Гнёзда внутри таких систем обычно не имеют внутри-территориальных границ, их кормовые территории постоянно пересекаются. Самая крупная в Европе такая система гнёзд F. exsecta состоит из 3350 муравейников на площади более 22 га в Трансильвании (Румыния). Диаметр холмиков этих гнёзд в большинстве случаев меньше 40 см, но встречаются и более крупные (более 1 м в диаметре). В другой популяции (Bliss et al. 2006) средний диаметр гнёзд составил 41,7 см (максимально 77,5 см), в то время как объём холмика в среднем был 23,9 дм3 (максимально 82,5 дм3).
Стабильная интеграция муравьиных гнёзд в полидомную систему может быть реализована в самых простых случаях через высокий уровень обмена рабочими муравьями между муравейниками (Kümmerli & Keller 2007), который может снизить различия в гнездовых запахах и уровнях распознавания и дискриминации (Martin et al. 2009). Уровень агрессии между муравьями из разных гнёзд здесь значительно снижен или отсутствует.
Различия в плотности гнёзд в таких суперколониях, предположительно зависит от распределения кормовых ресурсов, например, колоний с тлями.
Полидомные системы исследовались по различным аспектам, в том числе филогеографическим и с использованием вариаций митохондриальных ДНК. Обнаружено смешивание разных генофондов во время послеледниковой колонизации Европы из разных лесных рефугиумов или из предкового источника с некоторой пространственной генетической дифференциацией.
Тем не менее, не обнаружены значительные временные и пространственные вариации в производстве самок в таких полидомных системах Formica exsecta.
Обыкновенные тонкоголовые муравьи Formica exsecta имеют два типа колоний, которые существуют симпатрично, но обычно как отдельные субпопуляции: колонии с простой социальной организацией и единственной маткой (тип M) или колониальные сети с несколькими матками (тип П). Исследования ядерных (ДНК-микросателлиты) и митохондриальных маркеров обнаружило, что у разных социальных типов были разные пространственные генетические структуры. M-субпопуляции формируют довольно однообразную популяцию, в то время как П-субпопуляции в среднем были более дифференцированы друг от друга, чем из соседних подгрупп M, и могли быть локально образованы из колоний M-типа с последующим филопатрическим поведением и ограниченной эмиграция самок. Сравнение митохондриального и ядерного дифференцирования указывает на то, что скорость рассеивания самцов в четыре-пять раз больше, чем у самок, как среди подгрупп П-типа, так и между социальными типами.
На северо-востоке своего ареала в некоторых биотопах бассейна верховий реки Колыма в 2000-е годы наблюдается превращение тонкоголового муравья из редкого вида в доминирующего в муравьиных ассоциациях субарктической зоны. Это связывают с подъёмом в последнее время минимальных температур почв на глубине 20 см на 3—7°С.
Исследование европейских популяций F. exsecta показало их инфицирование бактериальным эндосимбионтом рода вольбахии (Wolbachia).

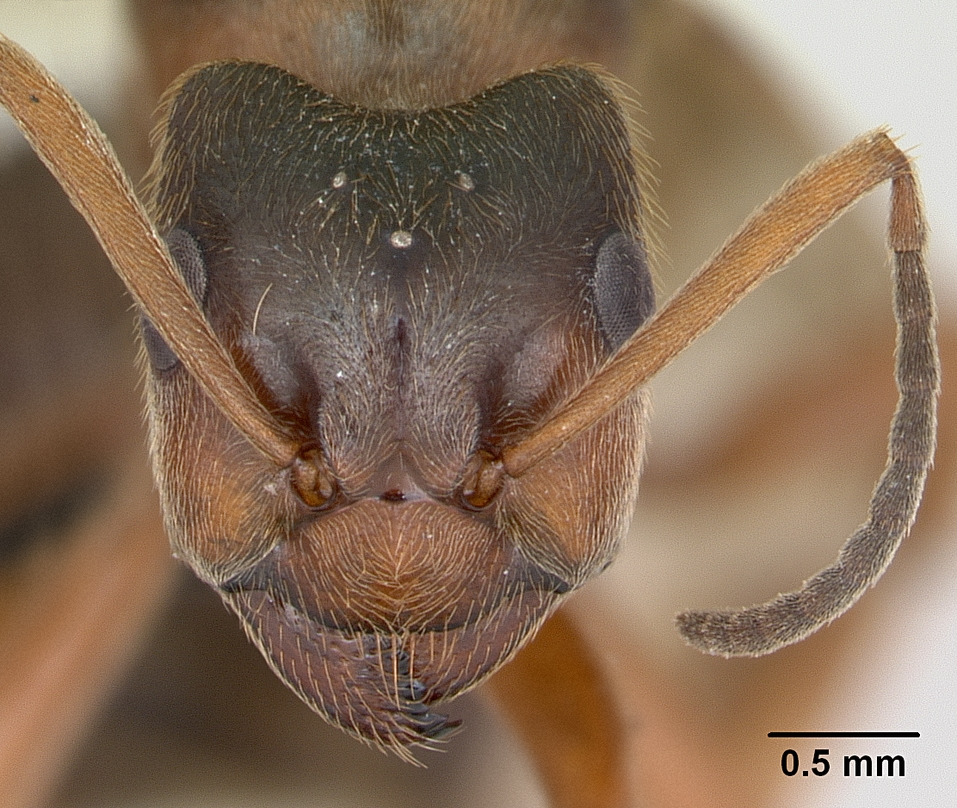
Голова самки (энтомологический препарат)
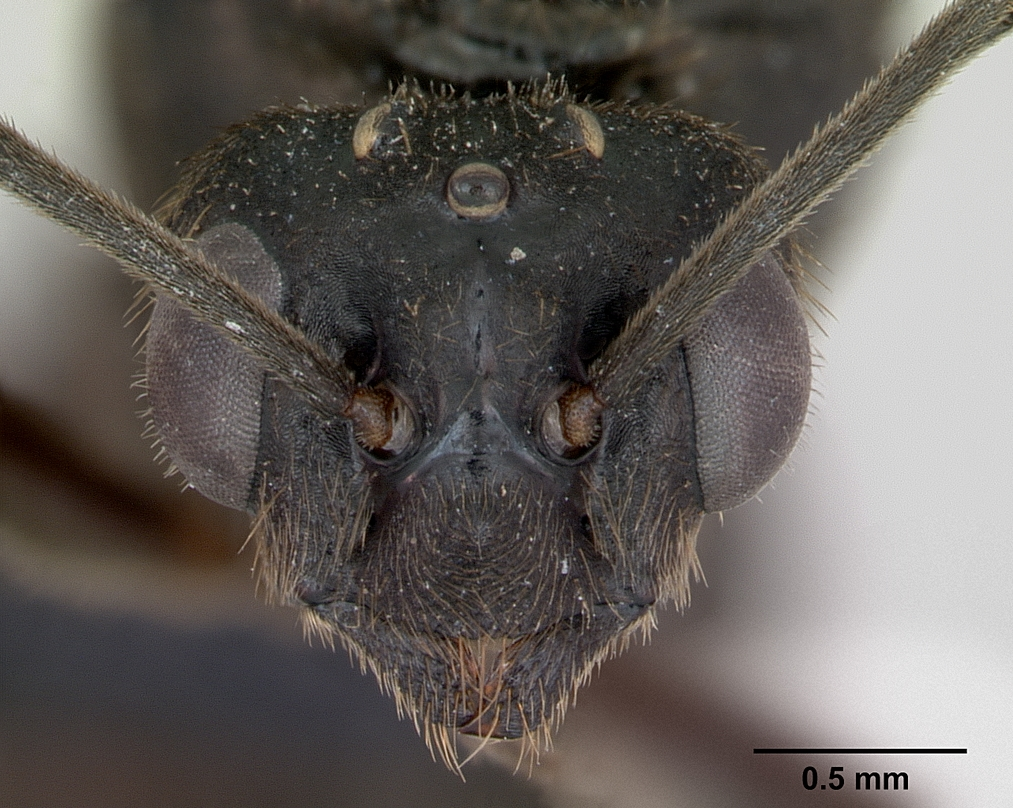
Голова самца (энтомологический препарат)
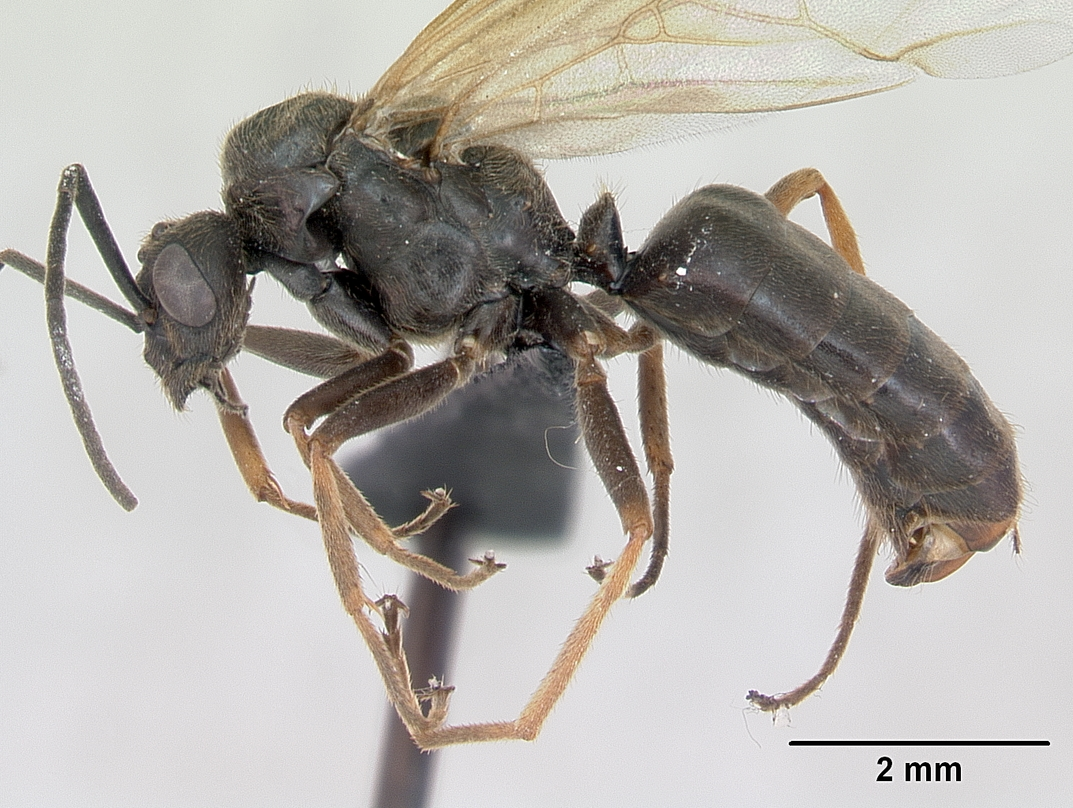
Крылатый самец (энтомологический препарат)
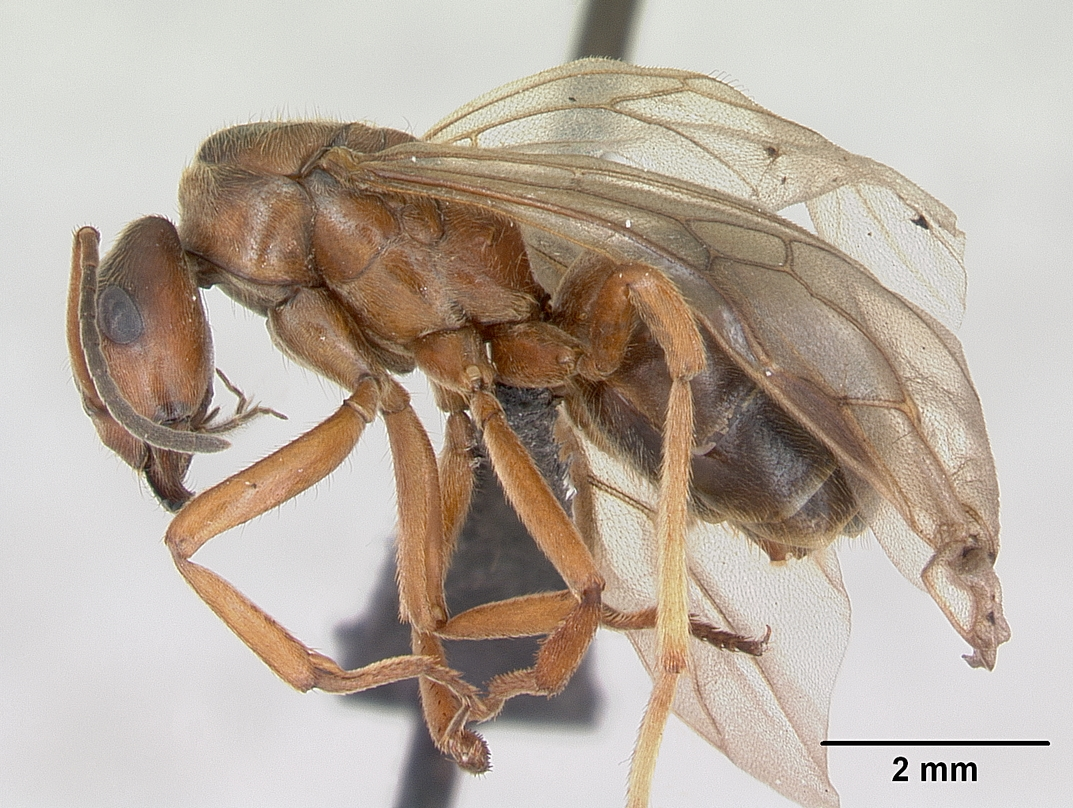
Крылатая самка (энтомологический препарат)
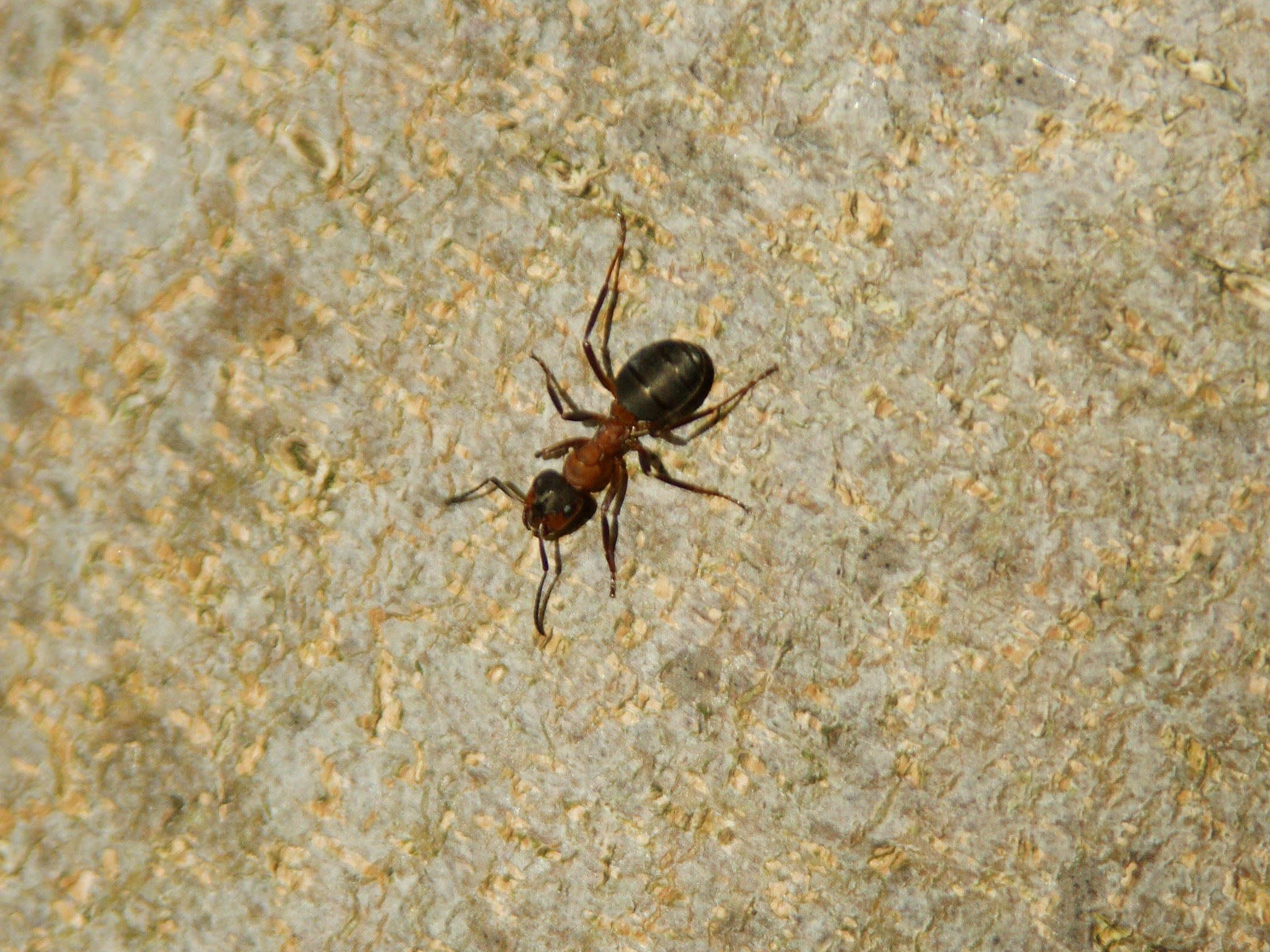
Живая особь

## Генетика
Длина генома F. exsecta составляет 277,7 Мб (млн пар оснований). В ДНК самцов идентифицировано 13767 генов, кодирующих белки.
Диплоидный набор хромосом у самок и рабочих составляет 2n = 52 (у самцов гаплоидный набор n = 26).

## Классификация

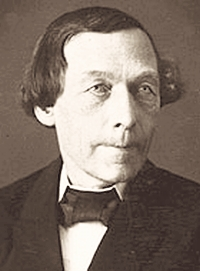
Профессор Вильям Нюландер (William Nylander, 1822—1899) в 1846 году впервые описал этот вид

Вид был впервые описан в 1846 году финским натуралистом Вильямом Нюландером (William Nylander, 1822—1899). Включён в состав подрода Coptoformica Müller, 1923, в котором в 1941 году последующим указанием обозначен в качестве типового вида (Donisthorpe, 1941). На всём протяжении своего ареала демонстрирует фенотипический полиморфизм, что привело к описанию различными авторами около десятка близких таксономических форм, часть из которых оказались синонимами тонкоголового муравья.
В 2000 году немецкий мирмеколог Бернхардт Зейферт (Senckenberg Museum of Natural History Görlitz, Görlitz, Германия) свёл в синонимы к тонкоголовому муравью таксон Formica nemoralis Dlussky, 1964 (Украина), а в 2019 году подтвердил синонимизацию таксона Formica rubens Forel, 1874 (Швейцария). От близких видов отличается наличием полуотстоящих волосков на нижней и боковой поверхностях головы (у Formica longiceps и Formica mesasiatica там только прилегающие волоски) и наличием волосков на глазах (у Formica forsslundi, Formica pisarskii и Formica pressilabris глаза без волосков)
.

## Охранный статус
Включён в Красную книгу Челябинской области, на территории которой охраняется в Ильменском заповеднике, национальном парке «Зюраткуль», Троицком заказнике и на территории памятников природы «Брединский бор», «Санарский бор» и «Шемахинское карстовое поле».